# 라 앙리아드

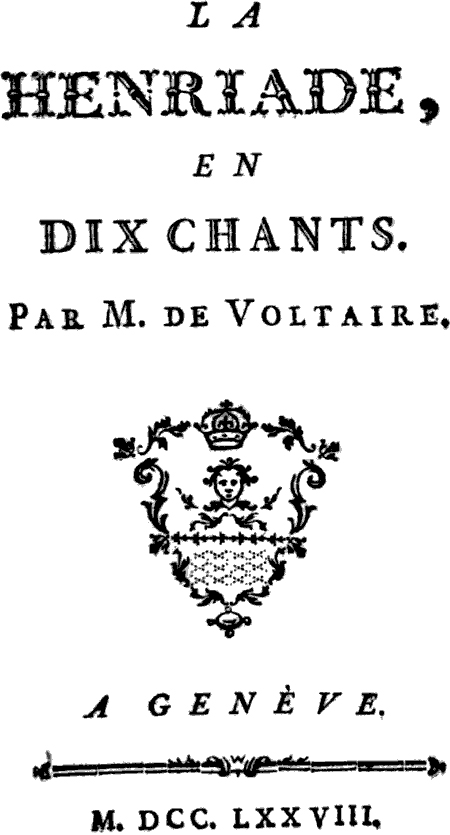
라 앙리아드의 1778년판 표지

라 앙리아드(La Henriade)는 계몽주의 철학자 볼테르가 1723년에 쓴 서사시이다. 로마 가톨릭 교회와 개신교간 종교 전쟁의 에피소드와 앙리 4세의 즉위를 노래한 시이다. 광신의 무서움을 고발하고 프랑스의 정치 체제를 비판했다.